# Émile Servais

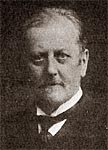
Émile Servais

Marie-Joseph Émile Servais (26 september 1847 - 24 oktober 1928), was een Luxemburgs politicus.

## Vroege carrière
Émile Servais was de zoon van Emmanuel Servais, premier van Luxemburg, en kleinzoon van Antoine Servais, burgemeester van Mersch. Émile Servais volgde een opleiding tot ingenieur. Van 1869 tot 1872 had hij de leiding over de ijzerwerken te Eschweiler. In 1877 werd hij onderscheiden met Orde van de Eikenkroon, een groothertogelijke onderscheiding.

## Januari 1919
Émile Servais was een linkse liberaal. Aan het einde van de Eerste Wereldoorlog betoonde hij zich een voorstander van de instelling van de republiek. Net als veel liberalen en sociaaldemocraten was hij ervan overtuigd dat de groothertogin, Maria Adelheid, zich tijdens de bezetting van het land door de Duitsers, pro-Duits had opgesteld en niet in het belang van het land had gehandeld. Op 6 december 1918 verklaarden de Liberale Liga (LL) en de Sociaaldemocratische Partij van Luxemburg (SPL) dat zij zich zouden inzetten voor de instelling van de republiek.
Op 9 januari 1919 werd er een voorlopige republikeinse regering gevormd, het Comité de Salut Public, bestaande uit liberalen en sociaaldemocraten, met Émile Servais als voorzitter. Een volksmenigte verzamelde zich voor het parlementsgebouw om de instelling van de republikeinse regering te vieren. Het uitroepen van de republiek bleef achterwege daar de meeste liberale leden van het Comité de Salut Public voorstander bleken van aansluiting van Luxemburg bij België. Op 10 januari maakten Franse troepen een einde aan de revolutie en herstelden het gezag van de wettige regering.

## Verwijzingen
1. ↑  (de) http://www.rail.lu/weilerbacherhuette.html
2. ↑  Niet alle liberalen stonden achter het uitroepen van de republiek, dit waren meest partijloze liberalen die in de Kamer zitting hadden

- Gemeinsame Normdatei: 1051213886
- International Standard Name Identifier: 0000 0004 3481 8070
- Virtual International Authority File: 309561404